# Metoligotoma reducta
Metoligotoma reducta är en insektsart som beskrevs av Davis 1936. Metoligotoma reducta ingår i släktet Metoligotoma och familjen Australembiidae.

## Underarter
Arten delas in i följande underarter:
- M. r. acuta
- M. r. subtropica
- M. r. reducta